# Guachipas (departement)
Guachipas is een departement in de Argentijnse provincie Salta. Het departement (Spaans:  departamento) heeft een oppervlakte van 2.785 km² en telt 3.211 inwoners.

## Plaatsen in departement Guachipas
- Alemania
- Cebilar
- Guachipas
- Las Juntas
- Pampa Grande